# غار ۲ در اشکفت گل گل سفلی
غار ۲ در اشکفت گل‌گل سفلی در شهرستان پلدختر، بخش مرکزی، دهستان ملاوی، روستای گل‌گل سفلی واقع شده و این اثر در تاریخ ۱۸ شهریور ۱۳۸۷ با شمارهٔ ثبت ۲۳۲۳۸ به‌عنوان یکی از آثار ملی ایران به ثبت رسیده است.